# Liste des championnes du monde poids légers de boxe anglaise
La liste des championnes du monde de boxe poids légers regroupe les championnes du monde de boxe anglaise de la catégorie des poids légers reconnues par les organisations suivantes :
- La WBA (World Boxing Association), fondée en 1921 et succédant à la NBA (National Boxing Association) en 1962,
- La WBC (World Boxing Council), fondée en 1963,
- L'IBF (International Boxing Federation), fondée en 1983,
- La WBO (World Boxing Organization), fondée en 1988.

Mise à jour : 1er décembre 2022

## WBA
| Gain du titre    | Perte du titre  | Championne                | Défenses |
| ---------------- | --------------- | ------------------------- | -------- |
| 2 décembre 2006  | 2011            | Layla McCarter (en)       | 2        |
| 12 août 2011     | 2012            | Alejandra Marina Oliveras | 0        |
| 30 mars 2012     | 2015            | Cecilia Comunales         | 2        |
| 4 juin 2016      | 2017            | Cecilia Comunales         | 0        |
| 9 septembre 2017 | 27 octobre 2017 | Anahí Ester Sánchez (en)  | 0        |
| 28 octobre 2017  |                 | Katie Taylor              | 10       |

## WBC
| Gain du titre     | Perte du titre    | Championne            | Défenses |
| ----------------- | ----------------- | --------------------- | -------- |
| 21 juillet 2005   | 16 septembre 2005 | Jessica Rakoczy       | 0        |
| 16 septembre 2005 | 2006              | Eliza Olson           | 0        |
| 4 novembre 2007   | 2007              | Ann Saccurato         | 0        |
| 22 février 2007   | 27 septembre 2007 | Jessica Rakoczy       | 0        |
| 27 septembre 2007 | 6 août 2011       | Ann Saccurato         | 1        |
| 6 août 2011       | 20 avril 2014     | Érica Anabella Farías | 8        |
| 20 avril 2014     | 1er juin 2019     | Delfine Persoon       | 9        |
| 1er juin 2019     |                   | Katie Taylor          | 3        |

## IBF
| Gain du titre     | Perte du titre | Championne             | Défenses |
| ----------------- | -------------- | ---------------------- | -------- |
| 21 septembre 2012 | 2013           | Delfine Persoon        | 0        |
| 21 septembre 2013 | 28 avril 2018  | Victoria Noelia Bustos | 5        |
| 28 avril 2018     |                | Katie Taylor           | 8        |

## WBO
| Gain du titre     | Perte du titre | Championne           | Défenses |
| ----------------- | -------------- | -------------------- | -------- |
| 9 octobre 2010    | 2011           | Erin McGowan         | 0        |
| 16 mars 2012      | 14 juin 2013   | Enis Pacheco         | 2        |
| 14 juin 2013      | 15 août 2014   | María Elena Maderna  | 3        |
| 15 août 2014      | 2015           | Amanda Serrano       | 0        |
| 24 septembre 2015 | 2017           | Yohana Belén Alfonzo | 3        |
| 22 décembre 2017  | 15 mars 2019   | Rose Volante         | 2        |
| 15 mars 2019      |                | Katie Taylor         | 4        |